# Peribatodes defloraria
Peribatodes defloraria là một loài bướm đêm trong họ Geometridae.